# 五人の斥候兵
『五人の斥候兵』（ごにんのせっこうへい）は、1938年に公開された日本の戦争映画。監督・田坂具隆。多摩川撮影所製作。
日中戦争で前線に斥候に出た五人の兵士の絆を軸に、軍隊での結束と、天皇と国家への忠誠を謳う内容だが、田坂のヒューマニズムが主題よりも勝って反戦映画的な印象が強い。本編中では消灯ラッパや合唱などの劇中音楽やエンディング曲を除き、劇伴（BGM）が一切用いられていない。
第15回キネマ旬報ベスト・ワン。またヴェネツィア国際映画祭に送られた初めての日本映画で、同賞でイタリア民衆文化大臣賞を受賞。海外における日本映画受賞の第一作である。
フィルムオリジナル版は現存しておらず、日活マークとオープニングとエンドタイトルが差し替えられたリバイバル版が現存している。

## 製作
1937年7月7日に盧溝橋で衝突があった後、まもなくに作られた。その頃は戦争はまだ日中の全面戦争には至っておらず、中国の北部地区だけに限定された局地戦闘であった。支那事変＝日中戦争を題材とした戦争映画の中で初期に作られ、少人数の偵察と帰隊に焦点を当てて制作して高評価を得て、その後に続く戦争映画に多くの影響を与えた。

## キャスト
- 岡田部隊長 ： 小杉勇
- 藤本軍曹 ： 見明凡太郎
- 中村上等兵 ： 井染四郎
- 長野一等兵 ： 星ひかる
- 木口一等兵 ： 伊沢一郎
- 遠藤一等兵 ： 長尾敏之助
- 軍医 ： 佐藤円治
- 安田伍長 ： 西春彦
- 田中一等兵 ： 潮万太郎
- 井上上等兵 ： 渡部清
- 伝令兵 ： 菊池良一
- 正木一等兵 ： 井上敏正
- 騎馬伝令 ： 土田義雄
- 大尉 ： 北龍二

## スタッフ
- 監督 ： 田坂具隆
- 原作 ： 高重屋四郎（＝田坂具隆）
- 脚色 ： 荒牧芳郎
- 撮影 ： 伊佐山三郎
- 録音 ： 平林龍雄
- 装置 ： 松山崇

## 受賞
- 1938年ヴェネツィア国際映画祭イタリア民衆文化大臣賞[1][2]。

## 関連書籍
- 『五人の斥候兵』（田坂具隆、モダン日本社、昭和13年（1938年））